# Mladen Kauzlarić
Mladen Kauzlarić (Gospić, 10. siječnja 1896. – Zagreb, 6. rujna 1971.), hrvatski arhitekt.
1906. u Zagrebu pohađa I. realnu gimnaziju. Nakon što prekida školovanje u gimnaziji 1911. upisuje se u Građevnu stručnu školu pri tadašnjoj Obrtnoj školi. Nakon završene Građevne škole zbog rata ne može nastaviti školovanje te se zapošljava od 1917. do 1921. u građevnom poduzeću „Payer i Riszner“, gdje kao građevni tehničar vodi nadzor nad gradnjama. Godine 1921. na preporuku Jurja Denzlera zapošljava se u atelijeru arhitekta Huge Ehrlicha. U Ehrlichovom atelijeru radi do 1931. U to vrijeme ostvarit će i uspješnu suradnju s arhitektima Jurjem Denzlerom i Stjepanom Gombošem. Istovremeno Kauzlarić se 1926. upisuje na Arhitektonski odjel Drage Iblera pri Likovnoj akademiji. Godine 1927. polaže stručni ispit i dobiva titulu ovlaštenog graditelja a po svršetku Iblerovog tečaja stekao je i zvanje akademskog arhitekta. Godine 1940. zapošljava se na tadašnjem Arhitektonskom odjelu Tehničkog fakulteta  Arhivirana inačica izvorne stranice od 13. lipnja 2007. (Wayback Machine) u Zagrebu.
Mladen Kauzlarić umire u Zagrebu 6. rujna 1971. godine u sedamdeset i šestoj godini živora.
Nakon 2. svjetskog rata Mladen Kauzlarić imenovan je na Tehničkom fakultetu za predstojnika Kabineta za prostorno i tehničko crtanje (1946. – 1948.) a potom za predstojnika Kabineta za projektiranje zgrada i interieura (1948. – 1952.). U isto vrijeme član je stručnog savjeta Arhitektonskog projektnog zavoda, a od 1950. dopisni je član JAZU- Odjela za likovnu umjetnost i muziku. Godine 1955. doktorirao je a od 1958. u nekoliko je navrata predstojnik Zavoda za projektiranje društvenih građevina. Redovnim članom Odjela za likovne umjetnosti JAZU imenovan je 1962. Godine 1965. dodijeljena mu je nagrada za životno djelo „Vladimir Nazor“, a godinu poslije odlazi u mirovinu.                    

## Opus
U svom opusu Mladen Kauzlarić realizirao je čitav niz ostvarenja od kojih nekoliko zauzima antologijsko mjesto hrvatske moderne arhitekture. Među najznačajnijim su: 
- Vila Spitzer, Novakova 15, Zagreb (1931. – 1932.)
- Vila Hirtzler- Schwartz, Josipovac16, Zagreb (1933. – 1935.)
- Vila Pučar, Novakova 24, Zagreb (1935. – 1936.)
- Vila Lukač, Goljak 5, Zagreb (1935. – 1936.)
- Vila Heinrich, Borošina 7, Zagreb (1936. – 1937.)
- Vila Kaufer, Borošina 9, Zagreb (1936. – 1937.)
- Vila Ladany, Nazorova 42a, Zagreb (1936. – 1937.)
- Vila Pick, Novakova 12, Zagreb (1936. – 1937.)
- Vila Schön, Pantovčak 74, Zagreb (1937.)
- Vila Kopista, Babonićeva 25, Zagreb (1937. – 1938.)

## Vanjske poveznice
- Kauzlarić, Mladen Hrvatska tehnička enciklopedija, portal hrvatske tehničke baštine. LZMK